# 6 Horas de São Paulo 2012
Las 6 Horas de São Paulo 2012 fue un evento de carreras deportivas de resistencia celebrado en el Autódromo José Carlos Pace, São Paulo, Brasil desde el 13 al 15 de septiembre de 2012, y fue la quinta ronda del Campeonato Mundial de Resistencia de la FIA 2012. Toyota consiguió su primera victoria en el Campeonato Mundial de Resistencia de la FIA.

## Clasificación
Los ganadores de las poles en cada clase están marcados en negrita.
| Pos | Clase     | Equipo                      | Piloto               | Tiempo   | Grilla |
| --- | --------- | --------------------------- | -------------------- | -------- | ------ |
| 1   | LMP1      | #7 Toyota Racing            | Alexander Wurz       | 1:22.363 | 1      |
| 2   | LMP1      | #2 Audi Sport Team Joest    | Lucas di Grassi      | 1:23.147 | 2      |
| 3   | LMP1      | #1 Audi Sport Team Joest    | André Lotterer       | 1:23.332 | 3      |
| 4   | LMP1      | #12 Rebellion Racing        | Neel Jani            | 1:23.962 | 4      |
| 5   | LMP1      | #21 Strakka Racing          | Danny Watts          | 1:24.089 | 5      |
| 6   | LMP1      | #13 Rebellion Racing        | Andrea Belicchi      | 1:24.179 | 6      |
| 7   | LMP1      | #22 JRM                     | Peter Dumbreck       | 1:24.320 | 7      |
| 8   | LMP2      | #44 Starworks Motorsport    | Stéphane Sarrazin    | 1:27.048 | 8      |
| 9   | LMP2      | #25 ADR-Delta               | John Martin          | 1:27.153 | 9      |
| 10  | LMP2      | #26 Signatech-Nissan        | Nelson Panciatici    | 1:27.167 | 10     |
| 11  | LMP2      | #35 OAK Racing              | Bertrand Baguette    | 1:27.275 | 11     |
| 12  | LMP2      | #32 Lotus                   | Vitantonio Liuzzi    | 1:27.338 | 12     |
| 13  | LMP2      | #23 Signatech-Nissan        | Franck Mailleux      | 1:27.452 | 13     |
| 14  | LMP2      | #41 Greaves Motorsport      | Elton Julian         | 1:27.769 | 14     |
| 15  | LMP2      | #24 OAK Racing              | Matthieu Lahaye      | 1:27.818 | 15     |
| 16  | LMP2      | #49 Pecom Racing            | Pierre Kaffer        | 1:27.968 | 16     |
| 17  | LMP2      | #31 Lotus                   | Thomas Holzer        | 1:28.958 | 17     |
| 18  | LMP2      | #29 Gulf Racing Middle East | Fabien Giroix        | 1:30.871 | 18     |
| 19  | LMGTE Pro | #97 Aston Martin Racing     | Darren Turner        | 1:33.855 | 19     |
| 20  | LMGTE Pro | #77 Team Felbermayr-Proton  | Marc Lieb            | 1:34.040 | 20     |
| 21  | LMGTE Pro | #51 AF Corse                | Giancarlo Fisichella | 1:34.203 | 21     |
| 22  | LMGTE Pro | #71 AF Corse                | Andrea Bertolini     | 1:34.733 | 22     |
| 23  | LMGTE Am  | #61 AF Corse-Waltrip        | Enrique Bernoldi     | 1:34.781 | 23     |
| 24  | LMGTE Am  | #57 Krohn Racing            | Michele Rugolo       | 1:35.401 | 24     |
| 25  | LMGTE Am  | #88 Team Felbermayr-Proton  | Paolo Ruberti        | 1:35.485 | 25     |
| 26  | LMGTE Am  | #50 Larbre Compétition      | Fernando Rees        | 1:35.485 | 26     |
| 27  | LMGTE Am  | #55 JWA-Avila               | Markus Palttala      | 1:36.800 | 27     |
| 28  | LMGTE Am  | #70 Larbre Compétition      | Pascal Gibon         | 1:38.792 | 28     |

## Carrera
Resultados por clase
| Pos. general | Pos. clase | Clase     | N.°  | Escudería               | Pilotos                                              | Automóvil                 | Vueltas | Tiempo/Retirado | Campeonato | Campeonato |
| Pos. general | Pos. clase | Clase     | N.°  | Escudería               | Pilotos                                              | Automóvil                 | Vueltas | Tiempo/Retirado | Pos.       | Puntos     |
| LMP1         | LMP1       | LMP1      | LMP1 | LMP1                    | LMP1                                                 | LMP1                      | LMP1    | LMP1            | LMP1       | LMP1       |
| ------------ | ---------- | --------- | ---- | ----------------------- | ---------------------------------------------------- | ------------------------- | ------- | --------------- | ---------- | ---------- |
| 1            | 1          | LMP1      | 7    | Toyota Racing           | Alexander Wurz Nicolas Lapierre                      | Toyota TS030 Hybrid       | 247     | 6:01:08.356     | 1          | 25         |
| 2            | 2          | LMP1      | 1    | Audi Sport Team Joest   | André Lotterer Marcel Fässler Benoît Tréluyer        | Audi R18 e-tron quattro   | 247     | +1:00.778       | 2          | 18         |
| 3            | 3          | LMP1      | 2    | Audi Sport Team Joest   | Tom Kristensen Allan McNish Lucas Di Grassi          | Audi R18 ultra            | 247     | +1:14.679       | 3          | 15         |
| 4            | 4          | LMP1      | 12   | Rebellion Racing        | Nicolas Prost Neel Jani                              | Lola B12/60 Coupé-Toyota  | 242     | +5 vueltas      | 4          | 12         |
| 5            | 5          | LMP1      | 21   | Strakka Racing          | Nick Leventis Danny Watts Jonny Kane                 | HPD ARX-03a-Honda         | 240     | +7 vueltas      | 5          | 10         |
| 6            | 6          | LMP1      | 13   | Rebellion Racing        | Andrea Belicchi Harold Primat                        | Lola B12/60 Coupé-Toyota  | 240     | +7 vueltas      | 6          | 8          |
| 9            | 7          | LMP1      | 22   | JRM                     | David Brabham Karun Chandhok Peter Dumbreck          | HPD ARX-03a-Honda         | 230     | +17 vueltas     | 9          | 2          |
| LMP2         |            |           |      |                         |                                                      |                           |         |                 |            |            |
| 7            | 1          | LMP2      | 44   | Starworks Motorsport    | Enzo Potolicchio Ryan Dalziel Stéphane Sarrazin      | HPD ARX-03b-Honda         | 234     | 6:01:42.190     | 7          | 6          |
| 8            | 2          | LMP2      | 49   | PeCom Racing            | Luis Pérez Companc Nicolas Minassian Pierre Kaffer   | Oreca 03-Nissan           | 231     | +3 vueltas      | 8          | 4          |
| 10           | 3          | LMP2      | 24   | OAK Racing              | Jacques Nicolet Matthieu Lahaye Olivier Pla          | Morgan-Nissan             | 230     | +4 vueltas      | 10         | 1          |
| 11           | 4          | LMP2      | 41   | Greaves Motorsport      | Christian Zugel Roberto González Elton Julian        | Zytek Z11SN-Nissan        | 229     | +5 vueltas      | 11         | 0.5        |
| 12           | 5          | LMP2      | 25   | ADR-Delta               | John Martin Jan Charouz Tor Graves                   | Oreca 03-Nissan           | 228     | +6 vueltas      | 12         | 0.5        |
| 13           | 6          | LMP2      | 32   | Lotus                   | Vitantonio Liuzzi James Rossiter Kevin Weeda         | Lola B12/80 Coupé-Lotus   | 228     | +6 vueltas      | 13         | 0.5        |
| 14           | 7          | LMP2      | 26   | Signatech-Nissan        | Nelson Panciatici Pierre Ragues Roman Rusinov        | Oreca 03-Nissan           | 227     | +7 vueltas      | 14         | 0.5        |
| 15           | 8          | LMP2      | 31   | Lotus                   | Thomas Holzer Mirco Schultis Luca Moro               | Lola B12/80 Coupé-Lotus   | 226     | +8 vueltas      | 15         | 0.5        |
| 24           | 9          | LMP2      | 29   | Gulf Racing Middle East | Fabien Giroix Keiko Ihara Jean-Denis Délétraz        | Lola B12/80 Coupé-Nissan  | 194     | +40 vueltas     | 24         | 0.5        |
| Ret          | Ret        | LMP2      | 35   | OAK Racing              | Bertrand Baguette Dominik Kraihamer Alex Brundle     | Morgan-Nissan             | 164     | Retirado        | Ret        | Ret        |
| Ret          | Ret        | LMP2      | 23   | Signatech-Nissan        | Franck Mailleux Olivier Lombard Jordan Tresson       | Oreca 03-Nissan           | 96      | Retirado        | Ret        | Ret        |
| LMGTE Pro    |            |           |      |                         |                                                      |                           |         |                 |            |            |
| Pos. general | Pos. clase | Clase     | N.°  | Escudería               | Pilotos                                              | Automóvil                 | Vueltas | Tiempo/Retirado | Campeonato | Campeonato |
| Pos. general | Pos. clase | Clase     | N.°  | Escudería               | Pilotos                                              | Automóvil                 | Vueltas | Tiempo/Retirado | Pos.       | Puntos     |
| 16           | 1          | LMGTE Pro | 51   | AF Corse                | Giancarlo Fisichella Gianmaria Bruni                 | Ferrari F458 Italia       | 221     | 6:01:51.398     | 16         | 0.5        |
| 17           | 2          | LMGTE Pro | 97   | Aston Martin Racing     | Stefan Mücke Darren Turner                           | Aston Martin Vantage V8   | 220     | +1 vuelta       | 17         | 0.5        |
| 18           | 3          | LMGTE Pro | 77   | Team Felbermayr-Proton  | Marc Lieb Richard Lietz                              | Porsche 911 RSR (997)     | 220     | +1 vuelta       | 18         | 0.5        |
| 19           | 4          | LMGTE Pro | 71   | AF Corse                | Andrea Bertolini Olivier Beretta                     | Ferrari F458 Italia       | 219     | +2 vueltas      | 19         | 0.5        |
| LMGTE Am     |            |           |      |                         |                                                      |                           |         |                 |            |            |
| 20           | 1          | LMGTE Am  | 88   | Team Felbermayr-Proton  | Christian Ried Gianluca Roda Paolo Ruberti           | Porsche 911 RSR (997)     | 213     | 6:02:23.799     | 20         | 0.5        |
| 21           | 2          | LMGTE Am  | 70   | Larbre Compétition      | Jean-Philippe Belloc Christophe Bourret Pascal Gibon | Chevrolet Corvette C6-ZR1 | 211     | +2 vueltas      | 21         | 0.5        |
| 22           | 3          | LMGTE Am  | 61   | AF Corse-Waltrip        | Francisco Longo Xandy Negrão Enrique Bernoldi        | Ferrari 458 Italia        | 210     | +3 vueltas      | 22         | 0.5        |
| 23           | 4          | LMGTE Am  | 55   | JWA-Avila               | Joël Camathias Markus Palttala Paul Daniels          | Porsche 911 RSR (997)     | 195     | +18 vueltas     | 23         | 0.5        |
| Ret          | Ret        | LMGTE Am  | 57   | Krohn Racing            | Tracy Krohn Niclas Jönsson Michele Rugolo            | Ferrari F458 Italia       | 1       | Retirado        | Ret        | Ret        |
| EX           | EX         | LMGTE Am  | 50   | Larbre Compétition      | Patrick Bornhauser Julien Canal Fernando Rees        | Chevrolet Corvette C6-ZR1 | 216     | Excluido        | EX         | EX         |

Fuentes: FIA WEC.